# Siekierczyn (gmina)
Siekierczyn – gmina wiejska w województwie dolnośląskim, w powiecie lubańskim. W latach 1975–1998 gmina położona była w województwie jeleniogórskim.
Siedziba gminy to Siekierczyn.
Według danych z 20 sierpnia 2009 gminę zamieszkiwało 4567 osób. Natomiast według danych z 30 czerwca 2020 roku gminę zamieszkiwało 4491 osób.

## Struktura powierzchni
Według danych z roku 2002 gmina Siekierczyn ma obszar 49,55 km², w tym:
- użytki rolne: 73%
- użytki leśne: 16%

Gmina stanowi 11,57% powierzchni powiatu.

## Demografia

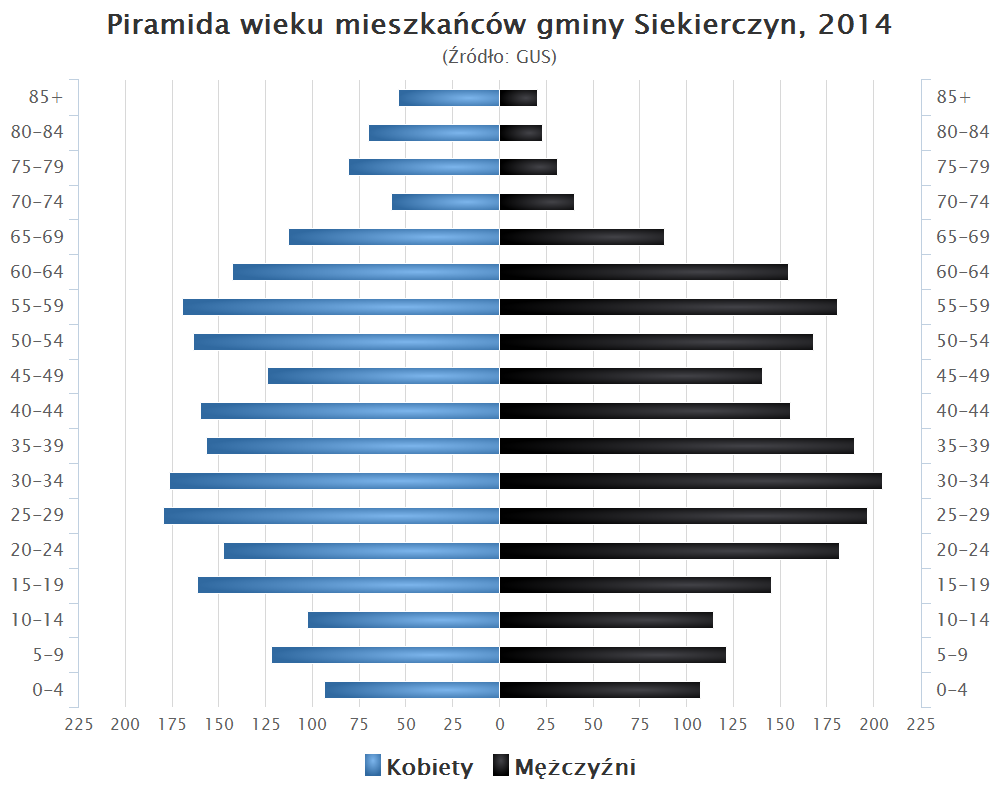
Piramida wieku mieszkańców gminy Siekierczyn w 2014 roku

Dane z 30 czerwca 2004:
| Opis                              | Ogółem | Ogółem | Kobiety | Kobiety | Mężczyźni | Mężczyźni |
| --------------------------------- | ------ | ------ | ------- | ------- | --------- | --------- |
| jednostka                         | osób   | %      | osób    | %       | osób      | %         |
| populacja                         | 4517   | 100    | 2324    | 51,5    | 2193      | 48,5      |
| gęstość zaludnienia (mieszk./km²) | 91,2   | 91,2   | 46,9    | 46,9    | 44,3      | 44,3      |

## Sołectwa
Nowa Karczma, Rudzica, Siekierczyn (sołectwa: Siekierczyn Dolny i Siekierczyn Górny), Wesołówka, Wyręba, Zaręba.
Miejscowości bez statusu sołectwa: Pisaczów, Ponikowo.

## Sąsiednie gminy
Lubań, Lubań, Platerówka, Sulików, Zgorzelec